# Елън Г. Уайт
Елън Гулд Уайт (на английски: Ellen Gould White), позната в миналото в България и като Елена Вайт, по рождение Хармън (на английски: Harmon) (1827 – 1915) е американска общественичка, известна като радетелка за образование, човешки права, равенство между расите, премахване на робството и много продуктивна християнска писателка, чиито творби са преведени в цял свят. Заедно със съпруга си Джеймс Спрингер Уайт са сред основателите на Църквата на адвентистите от седмия ден.

## Обща оценка
Елън Г. Уайт заедно с нейните родители е била член на методистката църква, където тя се кръщава през 1842 г. Тъй като нейните родители поддържали разбиранията на Милъристите, били изключени от методистката църква през 1843 г. В резултат Елън Г. Уайт се присъединява към адвентистите.
По голямата част от живота си живее в Съединените американски щати. От 1890 до 1900 живее в Австралия. Елън Уайт посещава също така и някои европейски страни.
Според свидетелство на очевидци Елън Уайт е притежавала пророческа дарба. По време на нейните видения, които са предадени след 1844 г., е чувствала една особена божествена близост и специално поръчение, което е предавала устно и писмено. Нейните видения са допринесли много за утвърждаването на учението и развитието на Църквата на адвентистите от седмия ден.
Елън Уайт никога не е претендирала за титлата „пророчица“, но по-скоро – Божия вестителка. Тя нарича своите свидетелства „по-малката светлина“ (на английски: lesser light), която води хората към "голямата светлина Библията"
Въпреки това нейната роля и значение се приемат от различни адвентисти по различен начин. Докато някои виждат в нейно лице и в нейните писания една пророческа водеща роля, други я разглеждат като духовна писателка, чиито писания служат повече за лично духовно насърчение.
Ръководството на световната Църква на адвентистите от седмия ден оценява писанията ѝ като „дарба на пророчеството“ и един „глас на истината“, които са полезни за „утеха, ръководство и наставление“ (виж 18-о основно учение на ЦАСД). Същевременно подчертава църковното ръководство, че писанията на Елън Уайт не са в никакъв случай равнопоставени на библейските писания, още повече, че единствено Библията е критерий и мащаб за всичко (виж 1-вото основно учение на ЦАСД).

## Биография

### Ранни години
Елън Хармон и близначката ѝ Елизабет са родени в чифлик близо до Горхам, щ. Мейн в семейство от 8 деца. Кратко време след рождението ѝ баща ѝ се преселил в Портланд, Мейн, където произвежда шапки.
На деветгодишна възраст, друго дете я ударило в лицето с камък. Тя останала в безсъзнание за три седмици, а от последиците на травмата страдала години наред, даже напуснала училището. Дотогава тя е имала две или три години обучение, което е обичайно за момичетата в Америка по онова време. Предсказвали ѝ само още малко живот.
През март 1840 г. Уилям Милър бил в Портланд и изнесал няколко беседи на ул. „Каско“. Цялото семейство слушало неговите проповеди за Второто пришествие. Елън била на 12 години и заедно с брат си Робърт повярвала в проповедите. Цялото семейство станало част от последователите на движението на Милър.
Докато посещава лекциите на Уилям Милър, започнала да изпитва силно чувство на вина от това, че е изпълнена с грехове, обзета е от ужаса да бъде вечно изгубена. Самата тя разказва, че е прекарвала много нощи в сълзи и молитви и това състояние е продължило няколко месеца.
През лятото на 1842 г. сем. Хармон посетили методистко събрание в Бъкстон (Мейн). Елън и сестра ѝ тогава на 14 години и 7 месеца, решили да се кръстят. На 26 юни 1842 г. /неделя следобед/ на предложението за кръщение Елън се отзовала заедно с още 11 души. Проповедника я попитал: „С поръсване или с потапяне?“. Тя решила с потапяне.
По-късно същата година дошъл отново Милър. В това време Елън имала два съня. Единия – Небесния храм, а в другия видяла Исус, който ѝ казал: „Не бой се!“. Тя получила мир в душата си, докато физическото ѝ състояние било критично. Тя отишла при един адвентистки проповедник на име Леви Стокмън. Когато я изслушал, той ѝ казал: „Елън ти си само едно дете. Исус може би те подготвя за едно голямо и специално дело…“
От начало Елън срещала съпротива и неразбиране. Адвентистите били настроени скептично против всякакви манифестации на видения и откровения.
Съпротивата дошла от групата в Портланд, където живеели родителите в Бъкстон. Но водителите на вярващите в Портланд застанали на нейна страна. Около 60 души адвентисти се съединили в подкрепа на Елън Хармон.

### Семейство
През 1846 г. Елън Хармон се оженила за Джеймс, на 25 години, който проповядвал по време на милъровото движение за пробуждане. Уайт бил много беден. Кратко време след встъпване в брак те прочели заедно един трактат от Джоузеф Бейтс, в който библейски се аргументирало, че седмият ден е Божията събота. Скоро те възприели това учение и били приети в групата на адвентистите, съблюдаващи съботата.
Джеймс Уайт бил проповедник, но не притежавал никаква църква и нямал редовен доход. Препитавал се с работа в земеделското стопанство, дърварство или в железниците.
На 26 август 1847 г. дошло на бял свят първото им дете Хенри. Другите три деца се родили в следващите 13 години. Елън се чувствала задължена да сподели с милъровата група „истините, които Бог ѝ открил“, а той я придружавал навсякъде. Поради бедността им тези пътувания били извънредно уморителни. Затова често пътувала, а децата си поверявала на други хора. Обичта ѝ към децата се е изразявала предимно в писане на много писма, които са се съхранили. Биографите ѝ отбелязват, че тя е била много загрижена от факта, че често се налага да се разделя с тях, за да присъства на конференции, лагерни събрания и други срещи.
Най-малкото ѝ дете починало няколко месеца след раждането си, а най-възрастният син на три години.

### Дейност
Елън Уайт е написала повече от 5000 статии за периодични издания и 49 книги, като в някои книги е заимствала исторически данни и описания от други автори. В наше време са направени сборници от нейни ръкописи, с което броят на книгите ѝ на английски език достига 100. Тя е най-превежданата жена писател в цялата световна история на литературата, както и най-превежданият американски автор: „Тя е написала и публикувала повече книги, на повече езици, и трудовете ѝ са по-разпространени от тези, на която и да е жена в историята“ (James, George Wharton, California Romantic and Beautiful (1914), стр. 319, 320).
Произведенията ѝ обхващат широк спектър от теми – религия, образование, здраве, социални взаимоотношения, евангелизъм, пророчества, издателска дейност, хранене, мениджмънт. Нейният шедьовър върху успешния християнски живот, книгата „Пътят към Христа“ (англ. Steps to Christ), е издадена на 150 езика в повече от 100 милиона екземпляра. Венецът на нейното литературно творчество е пенталогията „Конфликтът на вековете“, която обхваща борбата между доброто и злото от сътворението на света до драматичния край на световната история.
В края на XIX век Елън Уайт предупреждава, че:
- Сан Франциско ще бъде разрушен;
- тютюнът е отрова;
- рентгеновите лъчи могат да бъдат опасни;
- градовете ще бъдат замърсени;
- наркоманията сред младежите ще стане световен проблем.

Елън Уайт пише за вредата от тютюна през 1864 г., когато повечето лекари предписвали пушенето като лекарство срещу белодробни болести! Говори срещу приемането на храни, богати на мазнини и захар, десетилетия преди медицината да се изкаже върху пагубния им ефект върху човешкото тяло. Още през 1868 г. пише за увеличения риск за заболявания чрез употребата на месо. През 1906 г. заявява, че рентгеновите лъчи могат да бъдат опасни за здравето. Някои от предсказанията ѝ за развитието на религиозния свят, направени от 1849 до 1888 г., се изпълняват с удивителна точност.
Елън Уайт е също добър оратор. Понякога е говорила пред аудитория от 20 000 души. Съветите ѝ за здравословен начин на живот продължават да дават изключително точна информация и са широко приети от научния свят и от медицинската общност. Помогнала е да се създадат множество болници, училища и издателства, които са основата на световната адвентна здравна, образователна и издателска дейност.

Нейното богато литературно наследство продължава да говори на съвременния човек. Всичко това е постигнато от една бедна и скромна жена без образование, но богата с вяра в Бога и с духовен опит.
В лексикона „Речник на американски биографии“ за нейния жизнен път пише:
„Нейното място в деноминацията беше единствено по рода си. Тя не претендираше да бъде ръководителка, но изключително един глас, една вестителка, която предава Божиите вести на народа Му. Нейният живот беше отбелязан с дълбока скромност и високо духовно влияние. Нейните вести допринесоха главно за единство на църквите на адвентистите от седмия ден“ (Том 20, стр. 98 – англ.).